# تاتا کپیتال
تاتا کپیتال (انگلیسی: Tata Capital) شرکت خدمات مالی هندی است، که در سال ۲۰۰۷ توسط راتان تاتا تأسیس شد.